# 정범수 (1992년)
정범수(鄭犯洙, 1992년 8월 8일 ~ )은 전 연천 미라클의 내야수이다.

## 한국 프로야구 시절

### 넥센 히어로즈시절
2011년에 입단하였다.

## 한국 독립야구 시절

### 연천 미라클시절
2016년에 입단하였다.

## 출신 학교
- 미성초등학교
- 성남중학교
- 성남고등학교